# Ivar Asjes
Ivar Onno Odwin Asjes (Rotterdam, 16 september 1970) was een Curaçaos politicus van de Pueblo Soberano en in 2015 mede-oprichter van de partij Proposito pa Kòrsou. Hij was de vierde minister-president van Curaçao
Ivar Asjes is een zoon van Ivan Asjes, een vroegere voorzitter van de Democratische Partij. Hij haalde in januari 1995 zijn mastergraad in economie aan de Erasmus Universiteit. Hij begon zijn loopbaan in 1995 als consultant en beleidsadviseur bij het departement van Financiën van de toenmalige Nederlandse Antillen. In 1997 stapte hij over naar de privésector, waar hij als senior consultant te werk ging bij de afdeling Management Solutions van Deloitte & Touche Curaçao. Asjes zou deze functies tot 2000 bekleden. In 2000 ging hij voor drie jaar naar de Kamer van Koophandel van Curaçao (KvK). Bij deze instantie was hij senior advisor en hoofd van de afdeling Business Information. Asjes richtte in 2003 zijn eigen bedrijf op: Smart Consultancy.

## Politiek
Hij richtte samen met Helmin Wiels in 2005 de partij Pueblo Soberano op en was lid van de laatste Eilandsraad van Curaçao. Van 2010 tot 2013 was hij de eerste voorzitter van de Staten van Curaçao.
Na de moord op partijleider Helmin Wiels werd Asjes door Marveleyne Wiels, de zus van Helmin Wiels, als partijleider en toekomstig premier namens Pueblo Soberano aangewezen. Op  7 juni 2013 werd hij beëdigd door Gouverneur Adèle van der Pluijm-Vrede. Hij was de opvolger van Daniel Hodge die een zakenkabinet leidde.
Asjes lag regelmatig onder vuur van de fractie van zijn eigen partij. In de zomer van 2015 stelde hij zich kandidaat voor het voorzitterschap van Pueblo Soberano, maar hij trok zijn kandidatuur in toen Melvin Cijntje, de fractievoorzitter die voor een medische behandeling in Nederland was, inbelde in de vergadering om aan te geven waarom Asjes geen partijleider moest worden. Ruim een maand later, op 31 augustus 2015, zegde zijn fractie het vertrouwen in hem op en diende hij zijn ontslag in als premier. Hij werd opgevolgd door Ben Whiteman.
Op 26 november 2015 richtte Asjes een nieuwe partij op: Propósito pa Kòrsou (‘Doel voor Curaçao’), afgekort Pro Kòrsou. Deze deed mee aan de parlementsverkiezingen van oktober 2016.
Gerrit Schotte · 
Stanley Betrian · 
Daniel Hodge · 
Ivar Asjes · 
Ben Whiteman · 
Hensley Koeiman · 
Gilmar Pisas ·
Eugene Rhuggenaath ·
Gilmar Pisas